# بريجواتر (دائرة انتخابية في المملكة المتحدة)
بريجواتر (بالإنجليزية: Bridgwater)‏ هي إحدى الدوائر الانتخابية في المملكة المتحدة الممثلة في مجلس العموم في برلمان المملكة المتحدة.
عضو البرلمان الذي يمثلها حالياً هو :Mr Ian Liddell-Grainger (Con).